# مكتب بريد بنغلاديش

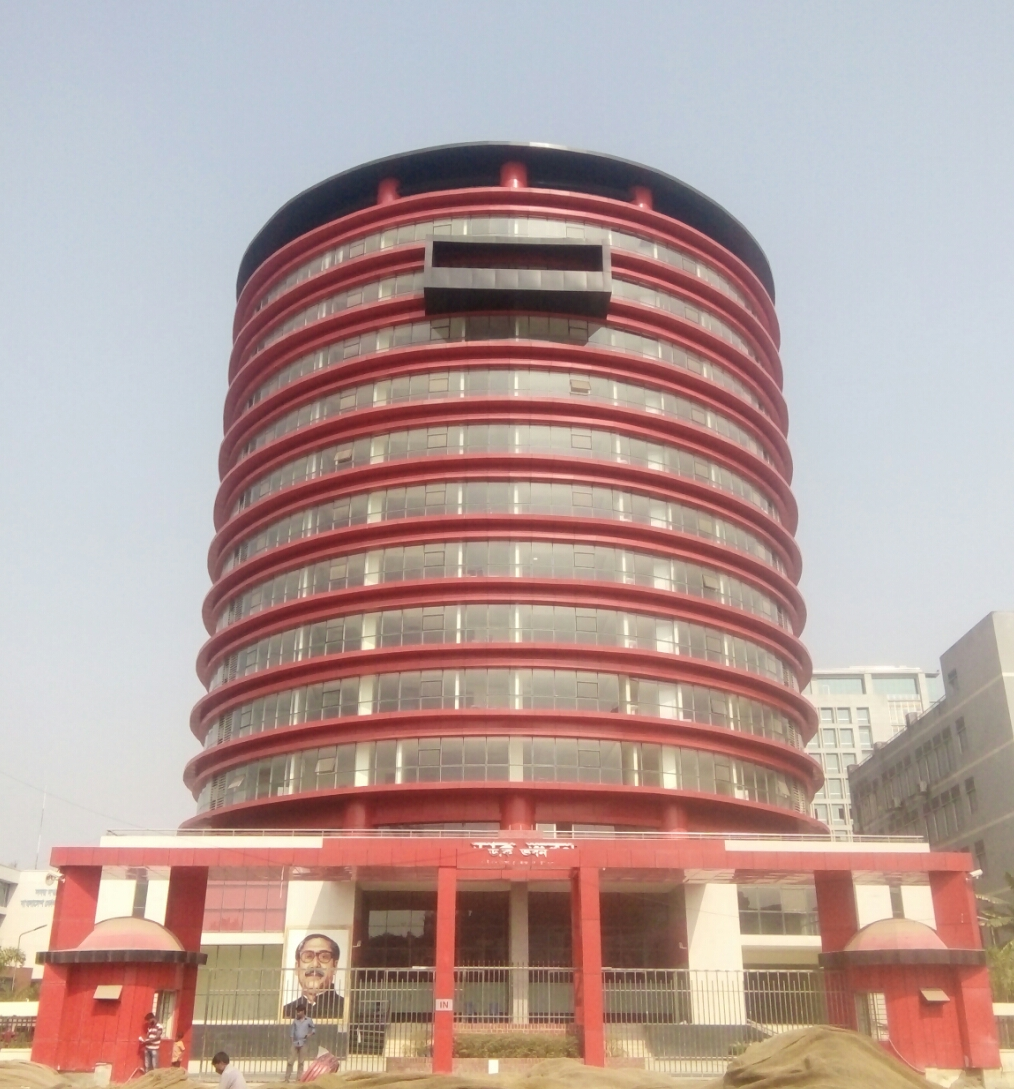
مكتب البريد العام في دكا

مكتب بريد بنجلاديش (بالبنغالية: বাংলাদেশ ডাক বিভাগ)‏ هو المسؤول عن تقديم الخدمات البريدية في بنغلاديش. وهو دائرة تابعة لوزارة البريد والاتصالات السلكية واللاسلكية (بنغلاديش). تهتم هذه الوزارة بصنع السياسات لإدارتيها الملحقتين.

## روابط خارجية
- مكتب بريد بنجلاديش